# Esmirla
L'esmirla o esmerla (nom amb què es coneix al Principat i a les illes Balears) o falconet (País Valencià i Balears) (Falco columbarius) és una espècie d'ocell rapinyaire de la família dels falcònids (Falconidae) És el falcó més petit de la fauna dels Països Catalans. És un visitant hivernal regular que prové de les latituds nòrdiques europees d'Escandinàvia i Rússia. El seu estat de conservació es considera de risc mínim.

## Descripció
Es tracta d'un falcó molt petit, de color fosc i vol rabent.
La manca d'una bigotera molt ostensible és un tret força ressortit.
El mascle, més petit que la femella, presenta les parts superiors de color gris pissarra, la gola blanca i el pit rogenc, amb ratlles brunes, més freqüents cap als flancs.
El dimorfisme sexual, en vol, també és notable, puix la femella presenta per damunt una coloració bruna fosca. La cua, que és relativament llarga, presenta una característica banda subterminal negra, visible en vol pel damunt. En general és compacta i recorda força una creu quan es veu volar.

## Subespècies

### Eurasiàtiques
- Falco columbarius aeasalon
- Falco columbarius subaeasalon
- Falco columbarius pallidus
- Falco columbarius insignis
- Falco columbarius lymani
- Falco columbarius pacificus

### Nord-americanes
- Falco columbarius columbarius
- Falco columbarius richardsoni
- Falco columbarius suckleyi

## Hàbitat
Ben distribuït especialment pels ambients de la Depressió Central i la Catalunya interior (sobretot a l'altiplà del Bages), i més localitzat i escàs al litoral, on és més normal trobar-lo a prop de zones planes i extenses com, per exemple, les zones humides.

## Costums
Quan apareix a les nostres contrades, ho fa tot seguint en els seus desplaçaments els estols de passeriformes hivernants.
Caça sempre en vol rasant, fins a límits increïbles, amb la qual cosa apareix de sobte sobre la presa, provocant gairebé sempre gran aldarull en l'estol i un enlairament massiu.
Passa gran part del temps tranquil·lament posada en un arbre, arbust o pedra a baixa altura, sovint al mig d'un camp en un terròs.

## Reproducció

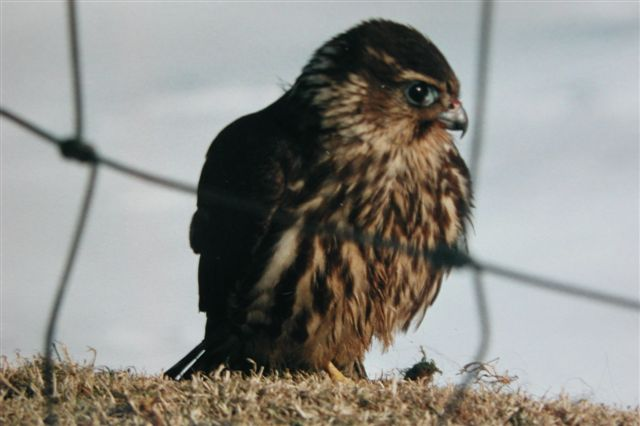
Exemplar immadur de les illes Fèroe

És una espècie que es una distribució holàrtica, en la qual habita l'època reproductora les latituds altes, en paratges freds amb espais oberts. És reproductor a la tundra i als espais oberts de la taiga euroasiàtics i nord-americans, des d'on es desplaça a hivernar a àrees planes més meridionals.

## Alimentació
Fa estada en "anys de pinsà", és a dir, en anys en què els fringíl·lids fan acte de presència massiva. Arriba a l'octubre quan comença el pas dels moixons i s'observa fins al Març.
És un ornitòfag important, que captura principalment aloses, completant la dieta amb titelles, túrdids, pardals i emberízids. Ocasionalment caça insectes i ocells més grossos com fredelugues.